# Касьяновка (Иркутская область)
Касьяновка — деревня в Черемховском районе Иркутской области России. Входит в состав Зерновского муниципального образования. Находится примерно в 16 км к юго-востоку от районного центра.

## Население
| 2002 | 2010 | 2011 | 2012 |
| ---- | ---- | ---- | ---- |
| 110  | ↘90  | →90  | ↘80  |